# جیغوی ارلانگر
جیغوی ارلانگر (نام علمی: Newtonia erlangeri) نام یک گونه از زیرخانواده کهوریان است.